# Lingan
Lingan är en sjö vid byn Lingbo i Ockelbo kommun i Hälsingland och Gästrikland, och ingår i Hamrångeåns huvudavrinningsområde. Sjön är 27 meter djup, har en yta på 4,99 kvadratkilometer och befinner sig 79 meter över havet. Sjön avvattnas av vattendraget Hamrångeån. Vid provfiske har bland annat abborre, braxen, gers och gädda fångats i sjön.
Sjön består av större vikar. Största tillflödet är Gopån som rinner ner västerifrån från sjön Gopen. Norrifrån mottar sjön Vrångsån. Det enda utloppet är Smalån som rinner vidare mot Klubbäcksjön och Ekaren.

## Delavrinningsområde
Lingan ingår i delavrinningsområde (677031-154762) som SMHI kallar för Utloppet av Lingan. Medelhöjden är 127 meter över havet och ytan är 25,98 kvadratkilometer. Räknas de 29 avrinningsområdena uppströms in blir den ackumulerade arean 138,63 kvadratkilometer. Avrinningsområdets utflöde Hamrångeån mynnar i havet. Avrinningsområdet består mestadels av skog (59 procent). Avrinningsområdet har 4,98 kvadratkilometer vattenytor vilket ger det en sjöprocent på 19,1 procent. Bebyggelsen i området täcker en yta av 1,4 kvadratkilometer eller 5 procent av avrinningsområdet.

## Fisk
Vid provfiske har följande fisk fångats i sjön:
- Abborre
- Braxen
- Gärs
- Gädda
- Lake
- Löja
- Mört
- Nors
- Siklöja